# Topologická dimenze
Topologická dimenze (též Lebesguova pokrývací dimenze) topologického prostoru je přirozené číslo, které prostor charakterizuje a které v běžných případech intuitivně odpovídá jiným definicím dimenze. Topologická dimenze n-rozměrného Euklidova prostoru je n, a podobně topologická dimenze n-rozměrné variety je n. U fraktálů se ale topologická dimenze obvykle liší od Hausdorffovy dimenze, která nemusí být celočíselná. První formální definici topologické dimenze zavedl český matematik Eduard Čech na základě dřívějších výsledků Henri Lebesguea.

## Definice
Topologická dimenze neprázdného topologického prostoru X je nejmenší nezáporné celé číslo n, pro které platí následující vlastnost:
každé konečné otevřené pokrytí X má konečné otevřené zjemnění takové, že každý bod X je obsažen v průniku nejvíce n+1 množin tohoto zjemnění.